# Luxemburgia octandra
Luxemburgia octandra är en tvåhjärtbladig växtart som beskrevs av A. St.-hil.. Luxemburgia octandra ingår i släktet Luxemburgia och familjen Ochnaceae. Inga underarter finns listade i Catalogue of Life.

## Bildgalleri

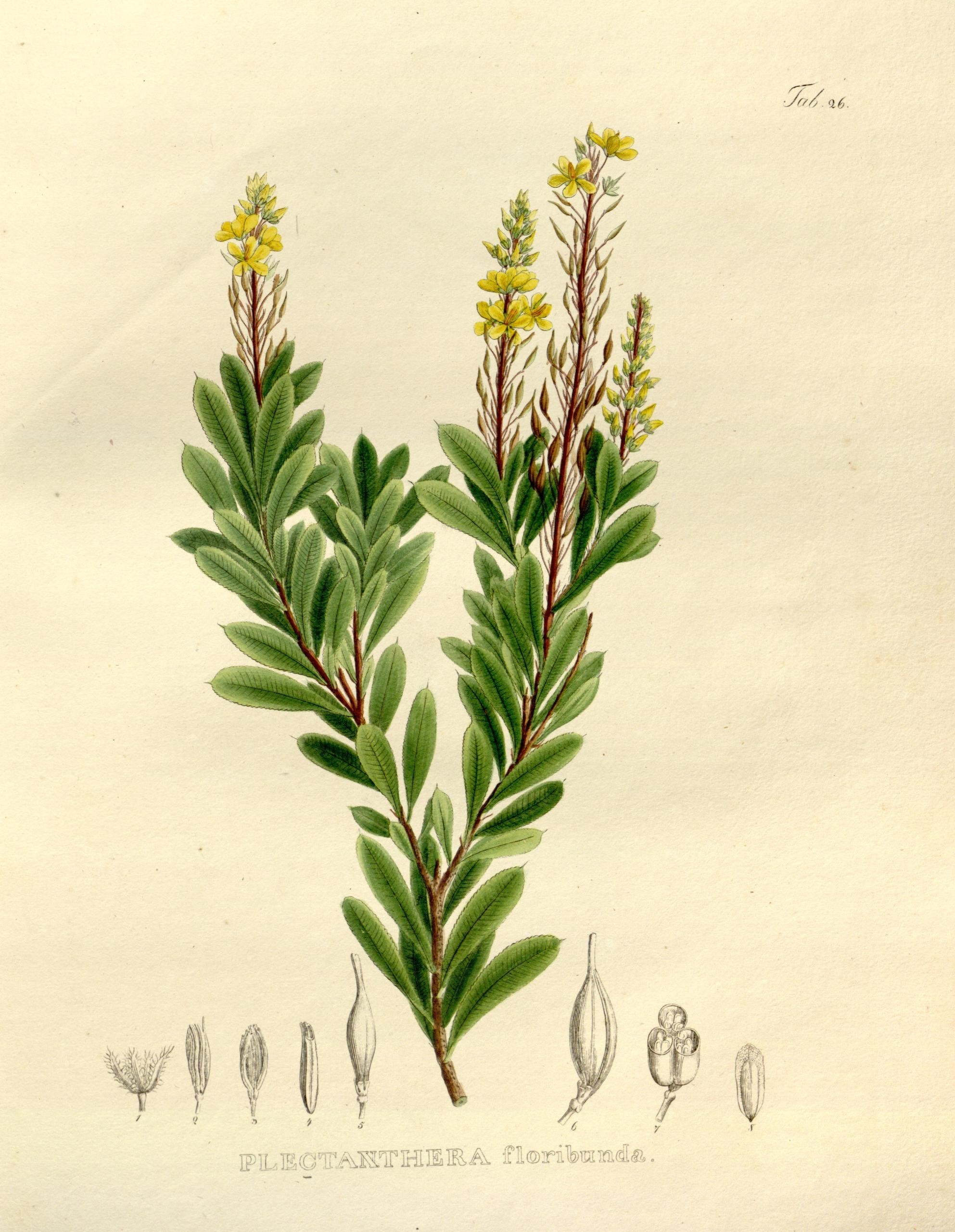